# Vulpeni (gmina)
Vulpeni – gmina w Rumunii, w okręgu Aluta. Obejmuje miejscowości Cotorbești, Gropșani, Mardale, Pescărești, Plopșorelu, Prisaca, Simniceni, Tabaci, Valea Satului i Vulpeni. W 2011 roku liczyła 2255 mieszkańców.